# Train de plaisir (service ferroviaire)
Pour les articles homonymes, voir Train de plaisir (homonymie).

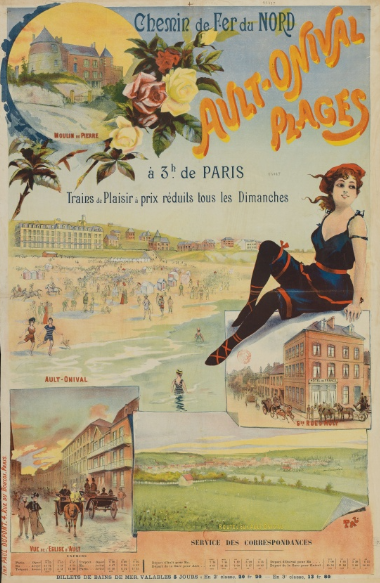
Chemin de fer du Nord 1894.

Un train de plaisir était un convoi spécial à tarif réduit à destination de stations balnéaires, de centres touristiques en fin de semaine ou mis en marche à l’occasion d’événements particuliers. Les trains de plaisir ont circulé dans la deuxième moitié du XIXe siècle et jusque dans les années 1930.

## Histoire
Dès 1844, des trains spéciaux de promenade à prix réduits ont circulé en Angleterre.
Le premier train de plaisir en France relia le 13 juin 1847 Paris au Havre en six heures avec départ le samedi soir et retour le lundi matin et deux nuits en train pour un prix de 10 francs aller et retour. D’autres trains furent mis en marche en 1849 de Paris à Dieppe en cinq heures, de Paris à Boulogne et Dunkerque. De nombreuses stations balnéaires (principalement les côtes normandes et bretonnes) et des centres touristiques (Caen, Bayeux) furent desservis par des trains de plaisir. D’autres étaient destinés aux provinciaux voulant visiter Paris. Il s’agissait de longs trains directs de vingt ou vingt-deux voitures.
Ces trains à tarifs réduits de 40 à 70 % connurent une grande vogue sous le Second Empire. Des guides touristiques furent édités pour ces voyageurs.
Des trains de plaisir étaient également mis en marche pour des événements particuliers, fêtes, courses, expositions.
Ces trains restaient cependant destinés à une clientèle relativement aisée, car ils n’étaient ouverts qu’aux première et deuxième classes.
Ils connurent un nouveau développement quand ils furent accessibles à la troisième classe à partir de 1880.
L'accélération des trains permit des voyages de jour. L'habitude de partir le samedi fut le début de la pratique du week-end.
Avec le développement du réseau, à partir des années 1860, les compagnies proposaient également des billets circulaires à prix réduit qui permettaient de s'arrêter aux principales gares d'un itinéraire. Des affiches illustrant des paysages de montagne, des stations balnéaires ou des sites touristiques tapissaient alors les gares.
Les trains de plaisir ont circulé jusque dans les années 1930.

## Les trains de plaisir dans l’art et la culture

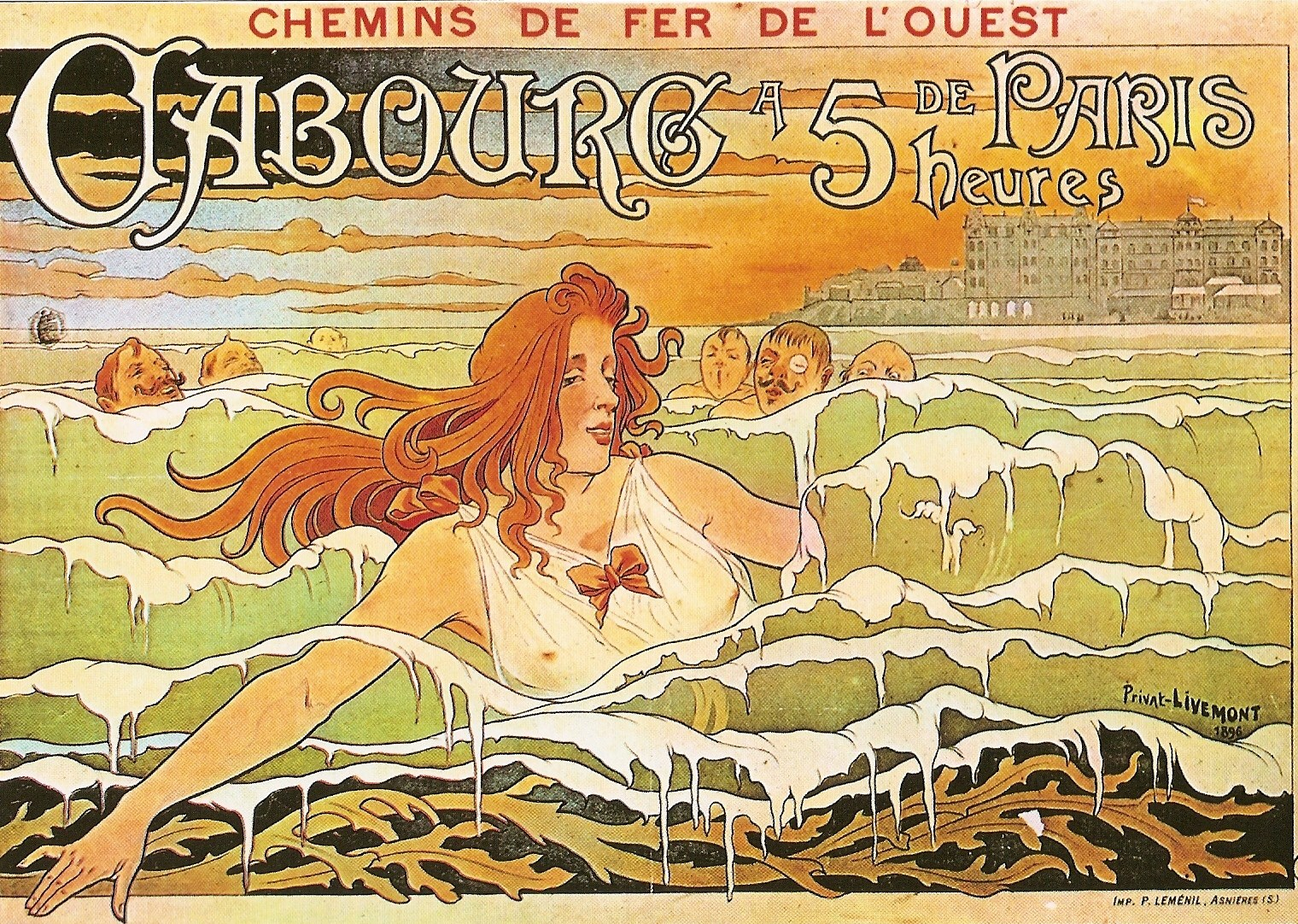
Affiche Ouest Cabourg.

La popularité des trains de plaisir a inspiré de nombreux récits, pièces en vers, vaudevilles, estampes, des pièces musicales parmi lesquelles Le Petit Train de plaisir dans l'album de pièces pour piano Péchés de vieillesse de 1868 de Rossini, Vergnügungszug Train de plaisir, polka opus 281 de Johann Strauss, des pièces pour piano de compositeurs secondaires, Le Train de plaisir, quadrille à toute vapeur de A. Certain en 1862, Train de plaisir, polka pour piano de Jacques Bollini en 1898 et un film de 1936 Train de plaisir.
Un hebdomadaire Le Train de plaisir est paru en 1857 et 1858.
De grands artistes ont illustré une partie des nombreuses affiches diffusées par les compagnies ferroviaires.

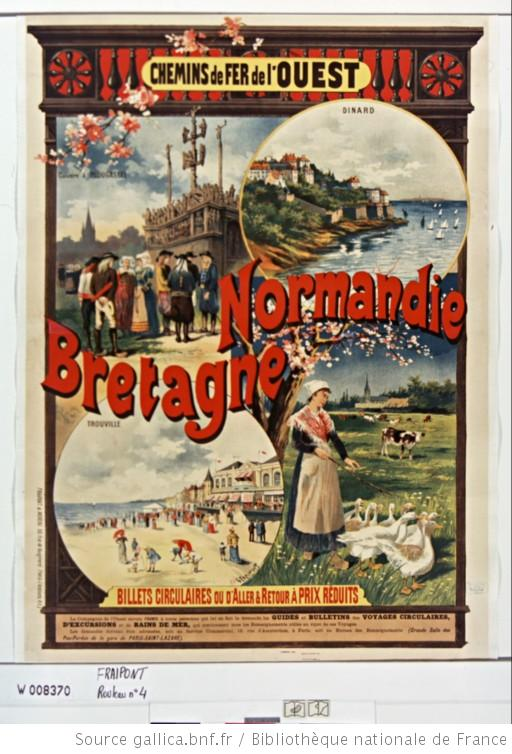
Affiche Plougastel.
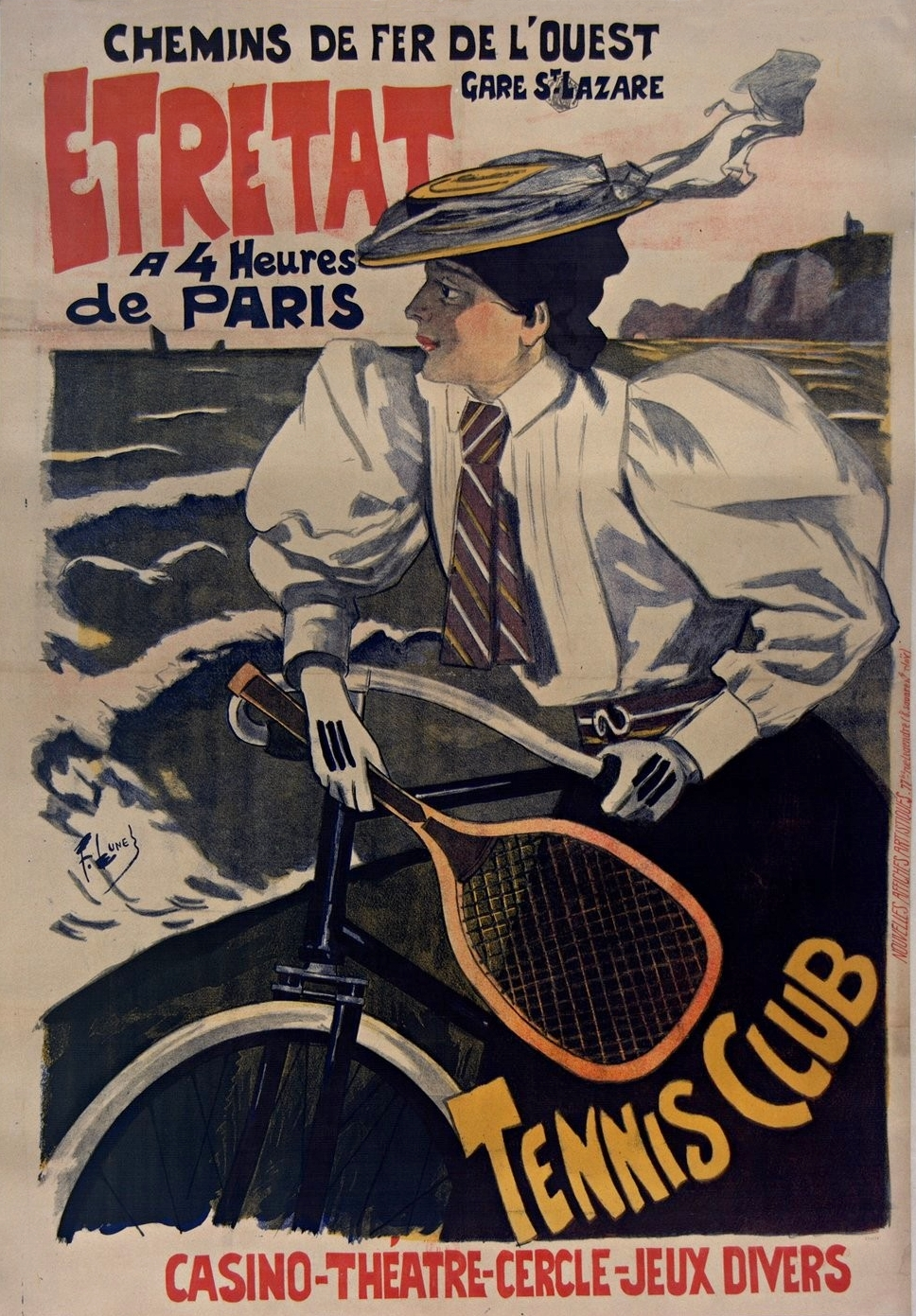
Étretat 1896.
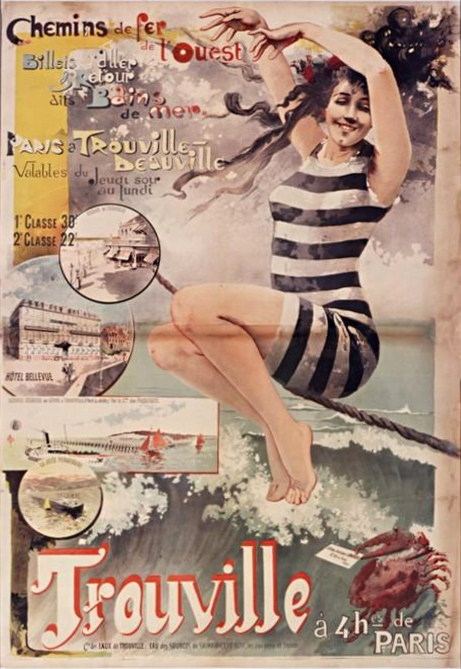
Affiche Ouest Trouville.
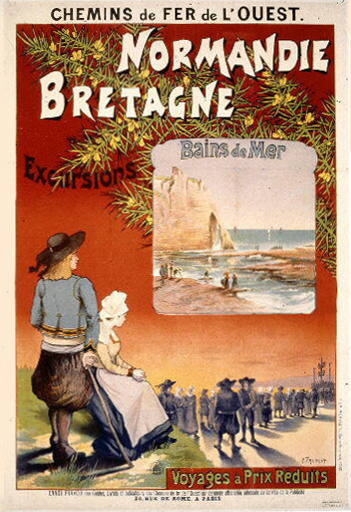
Affiche Ouest Normandie Bretagne.
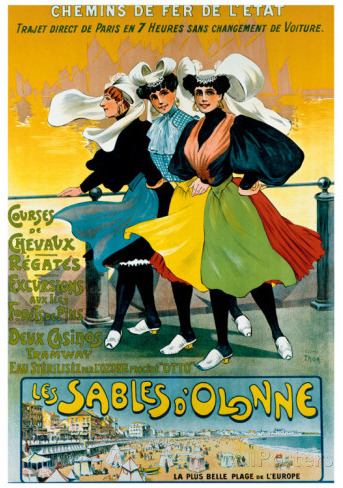
Affiche État Les Sables-d'Olonne.